# Parque Nacional Aso Kuju
O Parque Nacional Aso Kujū (阿蘇くじゅう国立公園 Aso Kujū Kokuritsu Kōen?) é um parque nacional do Japão localizado nas prefeituras de Kunamoto e Oita, no centro de Kyushu. Foi designado como parque nacional no dia 4 de dezembro de 1934 e abrange um área de 72,678 hectares. Seu nome deriva do Monte Aso, maior vulcão ativo do Japão, e do Monte Kujū. Ao redor do Monte Aso, que localiza-se no sul do parque, é possível encontrar um belo cenário com atrações como, a cratera do Monte Nakadake, o cone vulcânico de Komezuka e as pastagens ao redor. Na parte central do parque é possível encontrar a pequena Cordilheira de Kujū, e no norte do parque estão localizados os montes Tsurumi e Yufudake.